# Simpang Banyak Julu
Simpang Banyak Julu is een bestuurslaag in het regentschap Mandailing Natal van de provincie Noord-Sumatra, Indonesië. Simpang Banyak Julu telt 202 inwoners (volkstelling 2010).